# Comète
De Comète (Nederlands: Komeet) was een ontsnappingsroute die vanuit België gebruikt werd tijdens de Tweede Wereldoorlog om naar Engeland te gaan. 
Het netwerk werd al in het begin van de oorlog opgericht door Andrée de Jongh, een 24-jarige vrouw uit Brussel, vooral om geallieerde piloten, die neergestort waren, te helpen ontsnappen. Het Comètenetwerk bracht tijdens de jaren 1942-1945 zo'n 800 geallieerde soldaten en ongeveer 300 vliegeniers in veiligheid. In Bayonne waren Janine De Greef en haar familie belangrijk voor het netwerk.

## De routes

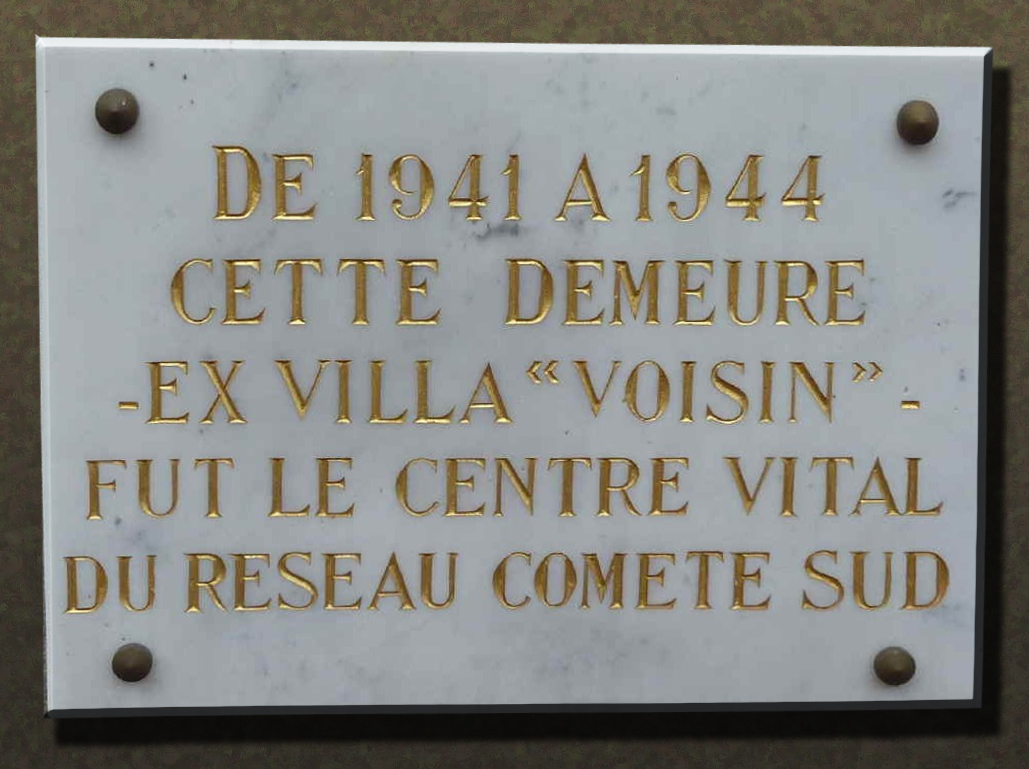
Gedenkplaat aan Villa Voisin van Elvire De Greef in Anglet

De basisroute ging van Brussel of Lille naar Parijs. Vandaar werd meestal de trein genomen naar Tours, Bordeaux of Bayonne. Te voet moest men dan over de Pyreneeën. Als men onderweg niet werd gearresteerd vervolgde men de reis via San Sebastian naar Madrid. Zodra de Engelandvaarder zijn nieuwe paspoort en visum had, probeerde hij via Gibraltar of Lissabon naar Engeland te gaan.
Een andere route die gebruikt werd, heette 'The Pat line', genoemd naar de oprichter Albert Guérisse alias Patrick Albert (Pat) O'Leary, de naam van een Canadese vriend. Deze ging van Parijs via Limoges naar Toulouse. Als men van die kant de Pyreneeën overging, kwam men  bij Barcelona terecht. Er was ook een 'Pat line' van Parijs naar Dijon en dan door naar Lyon, Avignon, Marseille, Nîmes, Perpignan en dan ook naar Barcelona. Van Barcelona gingen ze dan naar Gibraltar.
Een derde route werd de The Shelburne line genoemd. Deze was korter en ging naar Bretagne, waar men door een boot werd opgehaald. Deze bracht de passagiers dan naar Dartmouth.

## Steun
Andrée de Jongh is zelf in augustus 1941 naar Bilbao gereisd om via het consulaat om ondersteuning van haar netwerk te vragen. Ze had drie mannen bij zich, James Cromar uit Aberdeen en twee Belgische vrijwilligers: Merchiers en Sterckmans. MI9 bood hulp aan in de vorm van Norman Crockatt en de voormalige krijgsgevangene, luitenant Airey Neave, die uit Colditz was ontsnapt. 
Andrée bracht zelf 78 vliegeniers, militairen en vrijwilligers (op een totaal in die periode van 118) over de Pyreneeën voordat ze op 15 januari 1943 werd gearresteerd, Ze overleefde verschillende kampen en overleed in 2007.

## Medewerkers
- Frédéric de Jongh, haar vader, (alias Paul) werd op 7 juni 1943 gearresteerd en op 28 maart 1944 geëxecuteerd.
- Baron Jean Greindl, (alias Nemo). Deed Brussel, gearresteerd op 6 februari 1943, overleden in het bombardement op Elsene van 7 september 1943.
- Comte Antoine d’Ursel (alias Jacques Cartier), opvolger van Nemo, overleed bij de Pyreneeën op 24 december 1943.

Sommige medewerkers kregen na de oorlog een onderscheiding:
DSO
- Jean-François Nothomb, Dédées opvolger, (alias Franco) op 18 januari 1944 gearresteerd, overleefde enkele kampen.

George Medal
- Andrée de Jongh alias Dédée, oprichtster
- Micheline Dumon
- Elvire de Greef (alias Tante Go), deed Zuid-Frankrijk, gearresteerd en ontsnapt

Verzetskruis
- Mathilde Verspyck

Medal of Freedom
- Georges d'Oultremont
- Josephine Van Durme
- Micheline Dumon
- Alice Rels

Oorlogskruis
- Alice Rels
- Josephine Van Durme

King's Medal for Courage in the Cause of Freedom
- Alice Rels

## Geallieerde vliegers
De volgende 288 geallieerde vliegers maakten gebruik van deze ontsnappingslijn om naar Spanje te gaan:
| 1941 - James CROMAR - Bernard CONVILLE - Allan G. COWAN - Stefan TOMICKI - Michel KOWALSKI - John L. IVES - Hilary E. BIRK - Howard B. CARROLL - Jack L. NEWTON - Albert D. DAY - Gilbert T. COX - John W. HUTTON - Leonard A. WARBURTON 1942 - Thomas J. SIM - Norman J. HOGAN - James A. McCAiRNS - Lawrence W. CARR - Richard M. HORSLEY - Harold E. DE MONE - Leslie H. BAVEYSTOCK - Allan MILLS - Stanley E. KING - Ben W. NAYLOR - Edward SIADECKI - William R. GRIFFITHS - Reginald J. COLLINS - Benjamin F. GOLDSMITH - Waczan CZEKALSKI - Bernard F. EVANS - J. Bruneau ANGERS - Marian ZAWODNY - John H. WATSON - Joseph T. PACK - Peter WRIGHT - William J. NORFOLK - William MacFARLANE - Geoffrey SILVA - Arthur J. WHICHER - John A. MacLEAN - James M.L. GOLDIE - John T. BENNETT - Ronald E. PEARCE - J.B. BLACK - William R. ORNDORFF - Alfred A. BEBER - Jeffrey P.M. HAYDON - Ivan H. DAVIES - Cedric C. FOX - Arthur E. FAY - Errol G. PRICE - Thomas J. BROOM - Kazimierz ROWICKI - Anton WASIAK - Jack E. COPE - Ralph VAN DEN BOK - Edgar A. COSTELLO-BOWEN - Jack A. WINTERBOTTOM - Robert BROWN - Edward BRADSHAW - William S. O. RANDLE - Dalton (Derek) C. MOUNTS - Tadeusz J. FRANKOWSKI - Leonard C. PIPKIN - Léon O. PREVOT - Robert FROST - William H. LEDFORD - Edward T. HEAP - Philip G. R. FREBERG - Gordon H. MELLOR - Michael J. JOYCE - Lorne E. KROPF - Aleksei E. STADNIK - Rupert J. FULLER - Henry S. COOMBE-TENNANT - Albert S.B. ARKWRIGHT - Piotr K. PINCHOUKO - Jack L. GRIFFITHS - William McLEAN - William BRAZILL - Forrest D. HARTIN - Sydney P. SMITH - Herbert J. SPILLER | 1943 - Hawthorn D. REID - Jack E. WILLIAMS - Gilbert T. SCHOWALTER - John R. McKEE - John W. SPENCE - Sidney DEVERS - James B. CHASTER - Marc A.J. PIERRE - Jacques H. SCHLOESING - Thomas R. WILBY - John H. CURRY - Iva Lee FEGETTE - William A. WHITMAN - David A. SIBBALD - Robert W. LAWS - John R. WHITLEY - Gordon I. BROWNHILL - Bernard H. MARION - K.J. BOLTON - Gordon C. CROWTHER - Malcolm B. STRANGE - Maurice A.T. DAVIES - Maurice CESAR - Wilfred L. CANTER - Elmer E. McTAGGART - Raymond E. WALLS - Joseph E. WEMHEUER - Wallace I. LASHBROOK - Alfred MARTIN - Douglas C. HOEHN - John A.A.M. DAVID - Johan K. Bjørn RÆDER - Bill R. MURPHY - Bernard A. KOENIG - Robert E. BARCKLEY - Robert T. CONROY - R.D. WINDSOR - Tom J.E. HUNT - William AGUIAR - Thomas A.H. SLACK - William F. CROWE - Joseph M. HAGER - Lawrence G. DONALDSON - Douglas R. G. ELDRIDGE - Derek J. WEBB - Robert CLARKE - Vassily I. NIKRASOW - William G. BRINN - Denis C. FOSTER - John WHITE - Leroy A. FUNK - Bruno M. GALLERANI - John P. O'LEARY - Francis X. HARKINS - Roy A. HODGE - Edward KINSELLA - Archibald L. ROBERTSON - William Patrick MAHER - William G. BAILEY - Beverly G. GEYER - George W.H. DUFFEE - Edward A. BRIDGE - Elmer B. DUNGEY - Arthur T. BOWLBY - James C. ALISSON - George BAKER - William J. HOOKER - Joseph M. AQUINO - Charles A. BENNETT - Joseph J. WALTERS - Kenneth F. FAHNCKE - Clifford E. COLE - Roy F. CLAYTOR - Ford C. COWHERD - Roderick J. A. McLEOD - Peter B. SMITH - John F. BUICE - Norman FAIRFAX - James E. RAINSFORD - Oscar RAMSDEN - Arthur W. BEARD - William PALMER - Robert G.T. KELLOW - Mike FLESZAR | 1943 (vervolg) - Robert D. MUIR - William F. CATLEY - Leland G. JUDY - Albert T. DIMINNO - Harold T. STREET - Harold T. HUDSON - Arthur F. KELLETT - Frederick N. LAWRENCE - Herbert A. PENNY - Stanley H. MAY - James L. BERRY - John H.J. DIX - Jackson T. CLARY - Paul SHIPE - Ronald L. H. DENCH - William COOK - James D. McELROY - Andrzej J.W. CZERWINSKI - William TODD - Thomas C. SHAVER - Jarvis ALLEN - James CLARK - Henry P. SARNOW - Lorin F. DOUTHETT - Martin G. MINNICH - William R. HARTIGAN - Reginald W. CORNELIUS - Raymond DE PAPE - Robert W. METLEN - Harold T. SHEETS - Walter F. WALLINGTON - Ralph D. SMITH - William H. BOOTH - Reginald P. MANTLE - Kenneth L. RABSON - John L. CONNELL - Douglas G. WRIGHT - John E. GROUT - Lloyd E. FRAZER - Geoffrey E.A. MADGETT - Denny C. HORNSEY - Leon E. McDONALD - George P. GINEIKIS - James L. KENNEDY - George H. WARD - Harold L. POPE - Ronald C. MORLEY - Cyril W. PASSY - Donald O. MILLS - Edward J.C. JOHNSON - Robert S. CLEMENTS - Bronislaw MALINOWSKI - John HARKINS - Hank C. JOHNSON - George WATT - John J. MAIORCA - James M. ELLIOTT - John W. BURGIN - Raymond J. NUTTING - John K. JUSTICE - Carl L. SPICER - Carl N. SMITH - Archibald A. MELLOR - Clarence H. WITHERIDGE - Victor W. DAVIES - Harold E. NORRIS - William B. WHITLOW - Walter L. HOUSE - John T. ASHCRAFT - Thomas E. COMBS - Kenneth GARVEY - Thomas HESSELDEN - Lloyd A. STANFORD - Robert Z. GRIMES - Arthur J. HORNING - Jim F. BURCH - Stanley MUNNS - Thomas B. APPLEWHITE - Thelma B. WIGGINS - Elton F. KEVIL - Patrick LAMING († 2013) - Dwight A. FRY - Gerard F. LORNE - Noel N. PARKER | 1944 - Donald K. MacGILLIVRAY - Charles J. BILLOWS - Albert Ph. PEPPER - Nicholas J. MATICH - Andrew G. LINDSAY - Robert G. GILCHRIST - Stanley ALUKONIS - Ian W. COVINGTON - Fred T. WILLIAMS - Paul E. GREGORY - Raymond C. NIELD - Robert E. SHEEHAN - Frank D. HILL - Paul H. MAC CONNELL - Gary L. HINOTE - Steve KRAWCZYNSKI - Lloyd George WILSON - Jacob J. DALINSKY - William E.M. EDDY - William R. MATTSON - Leslie C. MORRISON - Albert BREWER - Henry J. DZWONKOWSKI - Robert F. WERNERSBACH - William WOLFF - Benjamin T. MARTIN - Abraham TEITEL - Ray P. REEVES - Julius D. MILLER - Claude R. LESLIE - Nelson CAMPBELL - William A. JACKS - Meyles A. SHEPPARD - Thomas H. HUBBARD - Donald K. WILLIS - Jack D. CORNETT - Leonard A. BARNES - Ronald T. EMENY |

Ook ruim 80 burgers mochten van deze ontsnappingslijn gebruikmaken, w.o. J J Greter uit Amersfoort, die bij de Slag om de Grebbeberg meevocht en in Londen deel uitmaakte van het kabinet van de koningin, en Dick Ramondt, die bij de RAF ging.